# Aznakajevo
Aznakajevo (Russisch: Азнакаево, Tataars: Азнакай; Aznaqay) is een stad in de Russische autonome republiek Tatarije. De stad ligt aan de rivier de Stjarljaj (Стярля), een zijrivier van de Ik (Ик), 376 km ten zuidoosten van Kazan.
Aznakajevo werd gesticht in 1762. Tegen 1859 was het uitgegroeid tot een aantal gehuchten en wijken, verenigd in een dorpje. In 1956 verkreeg het de status van nederzetting met stedelijk karakter en in 1987 volgde de stadsstatus.
| 1939  | 1959   | 1970   | 1979   | 1989   | 2002   |
| ----- | ------ | ------ | ------ | ------ | ------ |
| 2.700 | 11.700 | 21.900 | 26.700 | 32.171 | 35.412 |

Bestuurlijk centrum: Kazan

Agryz · Almetjevsk · Aznakajevo · Bavly · Boegoelma · Boeinsk · Bolgar · Jelaboega · Laisjevo · Leninogorsk · Mamadysj · Mendelejevsk · Menzelinsk · Naberezjnye Tsjelny · Nizjnekamsk · Noerlat · Tetjoesji · Tsjistopol · Zainsk · Zelenodolsk